# Distretto congressuale at-large del Wyoming

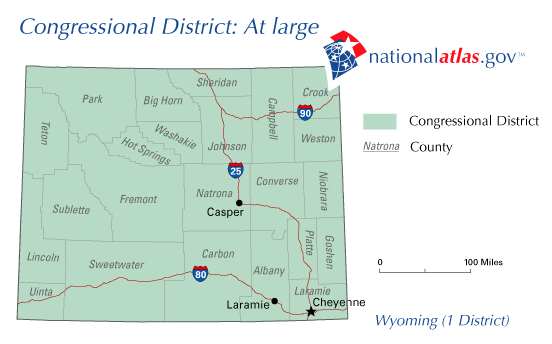
Distretto congressuale at-large del Wyoming

Lo Stato del Wyoming è suddiviso in un unico distretto congressuale at-large, il terzo in ordine di superficie territoriale di tutti gli Stati Uniti. Attualmente il distretto è rappresentato da Harriet Hageman.

## Storia
Il distretto venne creato in seguito all'annessione del Wyoming come 44º Stato dell'Unione il 10 luglio 1890. Da allora, il Wyoming è sempre stato suddiviso in un singolo distretto congressuale.

### Affiliazione degli elettori al 1º dicembre 2021
| Partito | Partito      | Elettori iscritti | %     |
| ------- | ------------ | ----------------- | ----- |
|         | Repubblicano | 196 170           | 69,87 |
|         | Democratico  | 45 881            | 16,34 |
|         | Indipendenti | 35 324            | 12,58 |
|         | Libertario   | 2 613             | 0,93  |
|         | Costituzione | 740               | 0,26  |
|         | Altri        | 37                | 0,01  |
| Totale  | Totale       | 280 765           | 100%  |

## Risultati delle ultime tornate elettorali presidenziali
In grassetto il vincitore nello Stato, in corsivo il candidato eletto presidente
| Anno | Candidati               | Candidati                |
| Anno | Repubblicano            | Democratico              |
| ---- | ----------------------- | ------------------------ |
| 2000 | George W. Bush (67,76%) | Al Gore (27,70%)         |
| 2004 | George W. Bush (68,86%) | John Kerry (29,07%)      |
| 2008 | John McCain (64,78%)    | Barack Obama (32,54%)    |
| 2012 | Mitt Romney (68,64%)    | Barack Obama (27,82%)    |
| 2016 | Donald Trump (68,17%)   | Hillary Clinton (21,88%) |
| 2020 | Donald Trump (69,94%)   | Joe Biden (26,55%)       |
| 2024 | Donald Trump (72%)      | Kamala Harris (26%)      |

## Elenco dei rappresentanti del distretto
| Congresso    | Rappresentante             | Partito                           | Periodo                           |
| ------------ | -------------------------- | --------------------------------- | --------------------------------- |
| 51°          | Clarence D. Clark          | Repubblicano                      | 1º dicembre 1890 - 3 marzo 1893   |
| 52°          | Clarence D. Clark          | Repubblicano                      | 1º dicembre 1890 - 3 marzo 1893   |
| 53°          | Henry A. Coffeen           | Democratico                       | 4 marzo 1893 - 3 marzo 1895       |
| 54°          | Frank Wheeler Mondell      | Repubblicano                      | 4 marzo 1895 - 3 marzo 1897       |
| 55°          | John Eugene Osborne        | Democratico                       | 4 marzo 1897 - 3 marzo 1899       |
| 56°          | Frank Wheeler Mondell      | Repubblicano                      | 4 marzo 1899 - 3 marzo 1923       |
| 57°          | Frank Wheeler Mondell      | Repubblicano                      | 4 marzo 1899 - 3 marzo 1923       |
| 58°          | Frank Wheeler Mondell      | Repubblicano                      | 4 marzo 1899 - 3 marzo 1923       |
| 59°          | Frank Wheeler Mondell      | Repubblicano                      | 4 marzo 1899 - 3 marzo 1923       |
| 60°          | Frank Wheeler Mondell      | Repubblicano                      | 4 marzo 1899 - 3 marzo 1923       |
| 61°          | Frank Wheeler Mondell      | Repubblicano                      | 4 marzo 1899 - 3 marzo 1923       |
| 62°          | Frank Wheeler Mondell      | Repubblicano                      | 4 marzo 1899 - 3 marzo 1923       |
| 63°          | Frank Wheeler Mondell      | Repubblicano                      | 4 marzo 1899 - 3 marzo 1923       |
| 64°          | Frank Wheeler Mondell      | Repubblicano                      | 4 marzo 1899 - 3 marzo 1923       |
| 65°          | Frank Wheeler Mondell      | Repubblicano                      | 4 marzo 1899 - 3 marzo 1923       |
| 66°          | Frank Wheeler Mondell      | Repubblicano                      | 4 marzo 1899 - 3 marzo 1923       |
| 67°          | Frank Wheeler Mondell      | Repubblicano                      | 4 marzo 1899 - 3 marzo 1923       |
| 68°          | Charles E. Winter          | Repubblicano                      | 4 marzo 1923 - 3 marzo 1929       |
| 69°          | Charles E. Winter          | Repubblicano                      | 4 marzo 1923 - 3 marzo 1929       |
| 70°          | Charles E. Winter          | Repubblicano                      | 4 marzo 1923 - 3 marzo 1929       |
| 71°          | Vincent Carter             | Repubblicano                      | 4 marzo 1929 - 3 gennaio 1935     |
| 72°          | Vincent Carter             | Repubblicano                      | 4 marzo 1929 - 3 gennaio 1935     |
| 73°          | Vincent Carter             | Repubblicano                      | 4 marzo 1929 - 3 gennaio 1935     |
| 74°          | Paul Ranous Greever        | Democratico                       | 3 gennaio 1935 - 3 gennaio 1939   |
| 75°          | Paul Ranous Greever        | Democratico                       | 3 gennaio 1935 - 3 gennaio 1939   |
| 76°          | Frank O. Horton            | Repubblicano                      | 3 gennaio 1939 - 3 gennaio 1941   |
| 77°          | John J. McIntyre           | Democratico                       | 3 gennaio 1941 - 3 gennaio 1943   |
| 78°          | Frank A. Barrett           | Repubblicano                      | 3 gennaio 1943 - 31 dicembre 1950 |
| 79°          | Frank A. Barrett           | Repubblicano                      | 3 gennaio 1943 - 31 dicembre 1950 |
| 80°          | Frank A. Barrett           | Repubblicano                      | 3 gennaio 1943 - 31 dicembre 1950 |
| 81°          | Frank A. Barrett           | Repubblicano                      | 3 gennaio 1943 - 31 dicembre 1950 |
| vacante      | vacante                    | 31 dicembre 1950 - 3 gennaio 1951 |                                   |
| 82°          | William Henry Harrison III | Repubblicano                      | 3 gennaio 1951 - 3 gennaio 1955   |
| 83°          | William Henry Harrison III | Repubblicano                      | 3 gennaio 1951 - 3 gennaio 1955   |
| 84°          | Keith Thomson              | Repubblicano                      | 3 gennaio 1955 - 9 dicembre 1960  |
| 85°          | Keith Thomson              | Repubblicano                      | 3 gennaio 1955 - 9 dicembre 1960  |
| 86°          | Keith Thomson              | Repubblicano                      | 3 gennaio 1955 - 9 dicembre 1960  |
| vacante      | vacante                    | 9 dicembre 1960 - 3 gennaio 1961  |                                   |
| 87°          | William Henry Harrison III | Repubblicano                      | 3 gennaio 1961 - 3 gennaio 1965   |
| 88°          | William Henry Harrison III | Repubblicano                      | 3 gennaio 1961 - 3 gennaio 1965   |
| 89°          | Teno Roncalio              | Democratico                       | 3 gennaio 1965 - 3 gennaio 1967   |
| 90°          | William Henry Harrison III | Repubblicano                      | 3 gennaio 1967 - 3 gennaio 1969   |
| 91°          | John S. Wold               | Repubblicano                      | 3 gennaio 1969 - 3 gennaio 1971   |
| 92°          | Teno Roncalio              | Democratico                       | 3 gennaio 1971 - 30 dicembre 1978 |
| 93°          | Teno Roncalio              | Democratico                       | 3 gennaio 1971 - 30 dicembre 1978 |
| 94°          | Teno Roncalio              | Democratico                       | 3 gennaio 1971 - 30 dicembre 1978 |
| 95°          | Teno Roncalio              | Democratico                       | 3 gennaio 1971 - 30 dicembre 1978 |
| vacante      | vacante                    | 30 dicembre 1978 - 3 gennaio 1979 |                                   |
| 96°          | Dick Cheney                | Repubblicano                      | 3 gennaio 1979 - 20 marzo 1989    |
| 97°          | Dick Cheney                | Repubblicano                      | 3 gennaio 1979 - 20 marzo 1989    |
| 98°          | Dick Cheney                | Repubblicano                      | 3 gennaio 1979 - 20 marzo 1989    |
| 99°          | Dick Cheney                | Repubblicano                      | 3 gennaio 1979 - 20 marzo 1989    |
| 100°         | Dick Cheney                | Repubblicano                      | 3 gennaio 1979 - 20 marzo 1989    |
| 101°         | Dick Cheney                | Repubblicano                      | 3 gennaio 1979 - 20 marzo 1989    |
| vacante      | vacante                    | 20 marzo 1989 - 26 aprile 1989    |                                   |
| Craig Thomas | Repubblicano               | 26 aprile 1989 - 3 gennaio 1995   |                                   |
| Craig Thomas | Repubblicano               | 26 aprile 1989 - 3 gennaio 1995   | 102°                              |
| Craig Thomas | Repubblicano               | 26 aprile 1989 - 3 gennaio 1995   | 103°                              |
| 104°         | Barbara Cubin              | Repubblicano                      | 3 gennaio 1995 - 3 gennaio 2009   |
| 105°         | Barbara Cubin              | Repubblicano                      | 3 gennaio 1995 - 3 gennaio 2009   |
| 106°         | Barbara Cubin              | Repubblicano                      | 3 gennaio 1995 - 3 gennaio 2009   |
| 107°         | Barbara Cubin              | Repubblicano                      | 3 gennaio 1995 - 3 gennaio 2009   |
| 108°         | Barbara Cubin              | Repubblicano                      | 3 gennaio 1995 - 3 gennaio 2009   |
| 109°         | Barbara Cubin              | Repubblicano                      | 3 gennaio 1995 - 3 gennaio 2009   |
| 110°         | Barbara Cubin              | Repubblicano                      | 3 gennaio 1995 - 3 gennaio 2009   |
| 111°         | Cynthia Lummis             | Repubblicano                      | 3 gennaio 2009 - 3 gennaio 2017   |
| 112°         | Cynthia Lummis             | Repubblicano                      | 3 gennaio 2009 - 3 gennaio 2017   |
| 113°         | Cynthia Lummis             | Repubblicano                      | 3 gennaio 2009 - 3 gennaio 2017   |
| 114°         | Cynthia Lummis             | Repubblicano                      | 3 gennaio 2009 - 3 gennaio 2017   |
| 115°         | Liz Cheney                 | Repubblicano                      | 3 gennaio 2017 - 3 gennaio 2023   |
| 116°         | Liz Cheney                 | Repubblicano                      | 3 gennaio 2017 - 3 gennaio 2023   |
| 117°         | Liz Cheney                 | Repubblicano                      | 3 gennaio 2017 - 3 gennaio 2023   |
| 118°         | Harriet Hageman            | Repubblicano                      | 3 gennaio 2023 - in carica        |
| 119°         | Harriet Hageman            | Repubblicano                      | 3 gennaio 2023 - in carica        |

## Dati elettorali

### 107º Congresso
|                       | Barbara Cubin ✔️ Eletta | Repubblicano                 | 141 848 | 66,81 |  |  |  |  |  |
|                       | Michael Allen Green     | Democratico                  | 60 638  | 28,56 |  |  |  |  |  |
|                       | Lewis Stock             | Libertario                   | 6 411   | 3,02  |  |  |  |  |  |
|                       | Victor Raymond          | Partito della Legge Naturale | 3 415   | 1,61  |  |  |  |  |  |
| Totale                | Totale                  | Totale                       | 212 312 | 100   |  |  |  |  |  |
|                       |                         |                              |         |       |  |  |  |  |  |
| Nota:                 |                         |                              |         |       |  |  |  |  |  |
| Data: 7 novembre 2000 |                         |                              |         |       |  |  |  |  |  |

### 108º Congresso
|                       | Barbara Cubin ✔️ Eletta | Repubblicano | 110 229 | 59,40 |  |  |  |  |  |
|                       | Ron Akin                | Democratico  | 65 961  | 35,55 |  |  |  |  |  |
|                       | Lewis Stock             | Libertario   | 5 962   | 3,21  |  |  |  |  |  |
| Totale                | Totale                  | Totale       | 185 567 | 100   |  |  |  |  |  |
|                       |                         |              |         |       |  |  |  |  |  |
| Nota:                 |                         |              |         |       |  |  |  |  |  |
| Data: 5 novembre 2002 |                         |              |         |       |  |  |  |  |  |

### 109º Congresso
|                       | Barbara Cubin ✔️ Eletta | Repubblicano | 132 107 | 55,35 |  |  |  |  |  |
|                       | Ted Ladd                | Democratico  | 99 989  | 41,89 |  |  |  |  |  |
|                       | Lewis Stock             | Libertario   | 6 581   | 2,76  |  |  |  |  |  |
| Totale                | Totale                  | Totale       | 238 677 | 100   |  |  |  |  |  |
|                       |                         |              |         |       |  |  |  |  |  |
| Nota:                 |                         |              |         |       |  |  |  |  |  |
| Data: 2 novembre 2004 |                         |              |         |       |  |  |  |  |  |

### 110º Congresso
|                       | Barbara Cubin ✔️ Eletta | Repubblicano | 93 336  | 48,33 |  |  |  |  |  |
|                       | Gary Trauner            | Democratico  | 92 324  | 47,80 |  |  |  |  |  |
|                       | Thomas R. Rankin        | Libertario   | 7 481   | 3,87  |  |  |  |  |  |
| Totale                | Totale                  | Totale       | 193 141 | 100   |  |  |  |  |  |
|                       |                         |              |         |       |  |  |  |  |  |
| Nota:                 |                         |              |         |       |  |  |  |  |  |
| Data: 7 novembre 2006 |                         |              |         |       |  |  |  |  |  |

### 111º Congresso
|                       | Cynthia Lummis ✔️ Eletta | Repubblicano | 131 244 | 52,70 |
|                       | Gary Trauner             | Democratico  | 106 758 | 42,87 |
|                       | W. David Herbert         | Libertario   | 11 030  | 4,43  |
| Totale                | Totale                   | Totale       | 249 032 | 100   |
| Data: 4 novembre 2008 |                          |              |         |       |

### 112º Congresso
|                       | Cynthia Lummis ✔️ Eletta | Repubblicano | 131 661 | 70,42 |  |  |  |  |  |
|                       | David Wendt              | Democratico  | 45 768  | 24,48 |  |  |  |  |  |
|                       | John V. Love             | Libertario   | 9 253   | 4,95  |  |  |  |  |  |
|                       | Altri                    | Write-in     | 287     | 0,15  |  |  |  |  |  |
| Totale                | Totale                   | Totale       | 186 969 | 100   |  |  |  |  |  |
|                       |                          |              |         |       |  |  |  |  |  |
| Nota:                 |                          |              |         |       |  |  |  |  |  |
| Data: 2 novembre 2010 |                          |              |         |       |  |  |  |  |  |

### 113º Congresso
|                       | Cynthia Lummis ✔️ Eletta | Repubblicano               | 166 452 | 68,89 |  |  |  |  |  |
|                       | Chris Henrichsen         | Democratico                | 57 573  | 23,83 |  |  |  |  |  |
|                       | Richard Brubaker         | Libertario                 | 8 442   | 3,49  |  |  |  |  |  |
|                       | Danyel Clyde Cummings    | Partito della Costituzione | 4 963   | 2,05  |  |  |  |  |  |
|                       | Don Wills                | Wyoming Country            | 3 775   | 1,56  |  |  |  |  |  |
|                       | Altri                    | Write-in                   | 416     | 0,17  |  |  |  |  |  |
| Totale                | Totale                   | Totale                     | 241 621 | 100   |  |  |  |  |  |
|                       |                          |                            |         |       |  |  |  |  |  |
| Nota:                 |                          |                            |         |       |  |  |  |  |  |
| Data: 6 novembre 2012 |                          |                            |         |       |  |  |  |  |  |

### 114º Congresso
|                       | Cynthia Lummis ✔️ Eletta | Repubblicano               | 113 038 | 68,47 |  |  |  |  |  |
|                       | Richard Grayson          | Democratico                | 37 803  | 22,90 |  |  |  |  |  |
|                       | Richard Brubaker         | Libertario                 | 7 112   | 4,31  |  |  |  |  |  |
|                       | Danyel Clyde Cummings    | Partito della Costituzione | 6 749   | 4,09  |  |  |  |  |  |
|                       | Altri                    | Write-in                   | 398     | 0,24  |  |  |  |  |  |
| Totale                | Totale                   | Totale                     | 165 100 | 100   |  |  |  |  |  |
|                       |                          |                            |         |       |  |  |  |  |  |
| Nota:                 |                          |                            |         |       |  |  |  |  |  |
| Data: 4 novembre 2014 |                          |                            |         |       |  |  |  |  |  |

### 115º Congresso
|                       | Liz Cheney ✔️ Eletta     | Repubblicano               | 156 176 | 62,03 |  |  |  |  |  |
|                       | Ryan Greene              | Democratico                | 75 466  | 29,97 |  |  |  |  |  |
|                       | Danyel Clyde Cummings    | Partito della Costituzione | 10 362  | 4,12  |  |  |  |  |  |
|                       | Lawrence Gerard Struempf | Libertario                 | 9 033   | 3,59  |  |  |  |  |  |
|                       | Altri                    | Write-in                   | 739     | 0,29  |  |  |  |  |  |
| Totale                | Totale                   | Totale                     | 251 776 | 100   |  |  |  |  |  |
|                       |                          |                            |         |       |  |  |  |  |  |
| Nota:                 |                          |                            |         |       |  |  |  |  |  |
| Data: 8 novembre 2016 |                          |                            |         |       |  |  |  |  |  |

### 116º Congresso
|                       | Liz Cheney ✔️ Eletta  | Repubblicano               | 127 963 | 63,59 |  |  |  |  |  |
|                       | Greg Hunter           | Democratico                | 59 903  | 29,77 |  |  |  |  |  |
|                       | Richard Brubaker      | Libertario                 | 6 918   | 3,44  |  |  |  |  |  |
|                       | Danyel Clyde Cummings | Partito della Costituzione | 6 070   | 3,02  |  |  |  |  |  |
|                       | Altri                 | Write-in                   | 391     | 0,19  |  |  |  |  |  |
| Totale                | Totale                | Totale                     | 201 245 | 100   |  |  |  |  |  |
|                       |                       |                            |         |       |  |  |  |  |  |
| Nota:                 |                       |                            |         |       |  |  |  |  |  |
| Data: 6 novembre 2018 |                       |                            |         |       |  |  |  |  |  |

### 117º Congresso
|                       | Liz Cheney ✔️ Eletta | Repubblicano               | 185 732 | 68,56 |  |  |  |  |  |
|                       | Lynnette Grey Bull   | Democratico                | 66 576  | 24,58 |  |  |  |  |  |
|                       | Richard Brubaker     | Libertario                 | 10 154  | 3,75  |  |  |  |  |  |
|                       | Jeff Haggit          | Partito della Costituzione | 7 905   | 2,92  |  |  |  |  |  |
|                       | Altri                | Write-in                   | 525     | 0,19  |  |  |  |  |  |
| Totale                | Totale               | Totale                     | 270 892 | 100   |  |  |  |  |  |
|                       |                      |                            |         |       |  |  |  |  |  |
| Nota:                 |                      |                            |         |       |  |  |  |  |  |
| Data: 3 novembre 2020 |                      |                            |         |       |  |  |  |  |  |

### 118º Congresso
|                       | Harriet Hageman ✔️ Eletta | Repubblicano               | 132 206 | 68,18 |  |  |  |  |  |
|                       | Lynnette Grey Bull        | Democratico                | 47 250  | 24,37 |  |  |  |  |  |
|                       | Richard Brubaker          | Libertario                 | 5 420   | 2,80  |  |  |  |  |  |
|                       | Marissa Selvig            | Partito della Costituzione | 4 505   | 2,32  |  |  |  |  |  |
|                       | Altri                     | Write-in                   | 4 521   | 2,33  |  |  |  |  |  |
| Totale                | Totale                    | Totale                     | 193 902 | 100   |  |  |  |  |  |
|                       |                           |                            |         |       |  |  |  |  |  |
| Nota:                 |                           |                            |         |       |  |  |  |  |  |
| Data: 8 novembre 2022 |                           |                            |         |       |  |  |  |  |  |

### 119º Congresso
|                       | Harriet Hageman ✔️ Eletta | Repubblicano               | 184 680 | 70,61 |  |  |  |  |  |
|                       | Kyle Cameron              | Democratico                | 60 778  | 23,24 |  |  |  |  |  |
|                       | Richard Brubaker          | Libertario                 | 9 223   | 3,53  |  |  |  |  |  |
|                       | Jeffrey Haggit            | Partito della Costituzione | 5 362   | 2,05  |  |  |  |  |  |
|                       | Altri                     | Write-in                   | 1 505   | 0,58  |  |  |  |  |  |
| Totale                | Totale                    | Totale                     | 261 548 | 100   |  |  |  |  |  |
|                       |                           |                            |         |       |  |  |  |  |  |
| Nota:                 |                           |                            |         |       |  |  |  |  |  |
| Data: 5 novembre 2024 |                           |                            |         |       |  |  |  |  |  |

## Distretti obsoleti
- Distretto congressuale at-large del Territorio del Wyoming